# تپه شهر سوخته ۳۰
تپه شهرسوخته ۳۰ مربوط به هزاره سوم و ۲ قم است و در شهرستان زابل، ۸/۶ کیلومتری جنوب غرب پایگاه شهر سوخته واقع شده و این اثر در تاریخ ۲۴ اسفند ۱۳۸۳ با شمارهٔ ثبت ۱۱۴۹۸ به‌عنوان یکی از آثار ملی ایران به ثبت رسیده است.